# Самурай 2: Дуель біля храму
«Самурай 2: Дуель біля храму» — кінофільм режисера Хіроші Інаґакі, що вийшов на екрани в 1955 році.

## Зміст
Міямото Мусаші наздоганяє його похмуре минуле, і тільки поборовшись із ним і демонами у своїй душі, непереможний мандрівний самурай зможе і надалі слідувати кодексу честі, не заплямувавши себе ганьбою.

## Ролі
| Актор          | Роль |
| -------------- | ---- |
| Тосіро Міфуне  | -    |
| Кодзі Цурута   | -    |
| Маріко Окада   | -    |
| Каору Ятігуса  | -    |
| Мітіе Когуре   | -    |
| Міцуко Міто    | -    |
| Акихико Хірата | -    |
| Дайске Като    | -    |
| Куроемон Оное  | -    |
| Сатіо Сакаї    | -    |

## Знімальна група
- Режисер — Хіроші Інаґакі
- Сценарист — Хіроші Інаґакі, Токухеі Вакао, Хідей Ходзе
- Продюсер — Кацуо Такімура
- Композитор — Ікумі Ден